# Ana Vallés
Ana María González-Vallés Sixto, más conocida como Ana Vallés (Ferrol, 1959) es una directora de escena, dramaturga, bailarina, actriz y poeta visual española.
Medalla de Oro al Mérito en las Bellas Artes 2024.

## Trayectoria
Creadora autodidacta. Dio sus primeros pasos en el ámbito de la artesanía creando marionetas lo que la llevó de manera natural al mundo del teatro. La mayor parte de su trayectoria profesional ha ido ligada a Baltasar Patiño que ha asumido la parte técnica mientras que Vallés se ha orientado más hacia la creación, la dirección y la puesta en escena. En un principio, tuvieron un taller para construir elementos escenográficos para otras compañías hasta que decidieron lanzar un espectáculo con sus propias marionetas. Continuaron creando montajes diferentes a los habituales e investigando en el teatro de creación alejándose del de texto al tiempo que trataban de alcanzar una mayor conexión con el público buscando formas de aproximar a este la figura del actor.
En 1986, fundaron en Santiago de Compostela, la compañía gallega Matarile Teatro, que desde entonces, experimenta con diferentes tipos de lenguaje escénico atravesando teatro, danza, performance o circo.
Entre 1993 y 2008, mantuvieron abierto el Teatro Galán, como espacio para programar y difundir el teatro y la danza contemporáneos en Galicia. Este teatro se convirtió en un importante referente para las artes escénicas en la región, de hecho, fue el primero que programó danza contemporánea de forma estable. En 1995, pusieron en marcha el Festival Internacional de danza para paseantes En Pé de Pedra que se celebró durante doce años en calles y plazas de Compostela. Este proyecto desempeñó un papel fundamental en el desarrollo y promoción de la danza contemporánea en Galicia y brindó oportunidades a numerosas coreógrafas y coreógrafos emergentes.
En 2010, Matarile Teatro tuvo un parón por motivos económicos, pero a partir de 2013, volvió a la actividad con nuevos planteamientos, recuperando su espíritu colaborativo con una compañía más pequeña e incorporando la música en escena, entre otros cambios.
En el año 2017, crearon la saLa Montiel, un espacio de exhibición temporal para nuevos creadores, que se caracterizó por su independencia de los presupuestos y normativas oficiales, permitiendo una mayor libertad creativa y artística.
En 2019, el Festival de Otoño de la Comunidad de Madrid en su edición 37 homenajeó a Matarile Teatro entre otras compañías por llevar más de tres décadas en la vanguardia escénica española y programó una retrospectiva de la compañía con las obras Daimon y la jodida lógica, Los limones, la nieve y todo lo demás y Teatro Invisible.
A lo largo de su trayectoria, Vallés ha puesto en escena con Matarile Teatro varias decenas de espectáculos difícilmente clasificables, que han recibido numerosos premios y menciones en distintos lugares de España y Europa.
Además de los trabajos con Matarile Teatro, también ha realizado otros al margen de esta compañía. En el año 2000, con motivo de Santiago Capital Cultural Europea, se inauguró el II Festival Millenium con el espectáculo escrito y dirigido por Vallés Para figuras brancas encargado por el Auditorio de Galicia. Para el Teatro de la Abadía creó y dirigió Me acordaré de todos vosotros en 2007. Ha dirigido o se ha encargado de la dramaturgia de la compañía Provisional Danza, junto a Carmen Werner, en tres espectáculos Fine Romance (2001), Matar el nueve (2005) y Sin pena y sin Gloria (2012). Fue directora y creadora de Illa Reunió para el Centro Dramático Gallego (CDG) (2006). En 2010, se encargó de la dirección y dramaturgia de la ópera La voz humana para el Auditorio de Galicia. En 2011, Vallés colaboró con el Centro Dramático Gallego (CDG) y la Radio Galega dirigiendo la dramatización de las obras finalistas del V Premio Diario Cultural de Teatro Radiofónico. En 2017, se estrenó El fin de las cosas, pieza de danza contemporánea creada y dirigida por Eva Guerrero, en la que Vallés participó como Ojo externo.
En mayo de 2023, por primera vez desde que comenzó su relación profesional, Vallés presentó un espectáculo de Matarile Teatro sin la presencia de Baltasar Patiño en los créditos, FRÁXIL handle with care. La siguiente pieza dirigida por Vallés fue el solo de danza Sobre o extravío ou a arte de perderse de la creadora y bailarina Nuria Sotelo, con la que ya había trabajado desde 2009. El espectáculo, pensado para lugares no convencionales, investiga sobre la importancia del espacio y de lo que va más allá de él. Se estrenó en la Sala de exposiciones del Auditorio municipal Xosé Manuel Pazos Varela de Cangas de Morrazo, en el marco de la Mostra de Teatro Internacional Cómico y Festivo de Cangas (MITCFC) de 2024.

## Premios y reconocimientos
- En 1992, obtuvo el Premio Compostela de Teatro a la Mejor Dirección por Café Acústico.
- En 1996, Negro é negro, fue nominada a los Premios de Teatro Gallego María Casares a Mejor Dirección y Mejor Espectáculo.[30]
- En 2001, obtuvo el 2.º Premio a la Mejor Dirección del IV Certamen Nacional de Teatro para Directoras de Escena.[31]
- En 2003, se hizo con el 2.º Premio a la Mejor Dirección del VI Certamen Nacional de Teatro para Directoras de Escena.[31]
- En 2003, recibió el Premio a Mejor Dirección de los Premios de Teatro Gallego María Casares por Así que pasen cinco años, montaje de la Compañía Sarabela.[32]
- En 2005, Historia Natural se alzó con el Premio al Espectáculo más Innovador del XI Festival Internacional de Teatro y Artes de Calle de Valladolid (TAC). También consiguió el Premio del Público al Mejor Espectáculo en la Feira do Teatro de Galicia.[16]
- En 2008, el Festival Internacional de Teatro y Artes de Calle de Valladolid (TAC) le dedicó un homenaje por su trayectoria artística.[16][33]
- En 2009, recibió el Premio del Público al mejor espectáculo del Festival Don Quijote de París por Animales Artificiales.[16]
- En 2015, se alzó con el Premio al Espectáculo más Innovador del XI Festival Internacional de Teatro y Artes de Calle de Valladolid (TAC) por Hombres Bisagra.[16]
- En 2019, fue nominada a mejor Directora de escena en los Premios Max por el trabajo Circo de pulgas. Con esta nominación, fue la primera directora gallega finalista en estos premios.[1]
- Medalla de Oro al Mérito en las Bellas Artes 2024

## Espectáculos
- 1986 - O cumpreaños da infanta. Construcción de marionetas, manipulación, voz en directo, codirección de Vallés y Baltasar Patiño. Es considerado el primer espectáculo de marionetas para adultos de Galicia.[34]
- 1991 - Andante. Creación y dirección.
- 1992 - Café Acústico. Creación y dirección.
- 1993 - Deriva. Codirección con Baltasar Patiño.
- 1995 - MVSEO. Creación, dirección e interpretación.
- 1996 - Negro é negro. Creación, dirección e interpretación.
- 1996 - Zeppelin nº 7. Creación, dirección e interpretación.
- 1997 - 12 rounds. Creación, dirección, guion e interpretación.
- 1998 - Teatro para camaleóns. Creación y dirección.
- 1999 - The Queen is dead. Creación, dirección e interpretación.
- 2000 - Para figuras brancas. Creación y dirección.
- 2001 - A brazo partido. Creación, dirección e interpretación.
- 2001 - Fine Romance. Dirección compañía Provisional Danza.
- 2002 - Sin sombra de duda. Creación e interpretación.
- 2003 - Acto seguido. Creación y dirección.
- 2005 - Pie izquierdo. Creación e interpretación en colaboración con la coreógrafa y bailarina de Provisional Danza, Carmen Werner.
- 2005 - Historia Natural. Creación, dirección y textos.
- 2005 - Matar el nueve. Dramaturgia.
- 2006 - Illa Reunió. Creación y dirección.
- 2007 - Truenos y misterios. Creación, dirección, interpretación y textos.
- 2008 - Animales artificiales. Creación, dirección, interpretación y textos.
- 2009 - Cerrado por aburrimiento. Creación, dirección, interpretación y textos.
- 2010 - La voz humana. Dirección y dramaturgia.
- 2012 - Sin pena y sin Gloria. Dirección.
- 2013 - Staying Alive. Creación, dirección, interpretación y textos.
- 2014 - Hombres bisagra. Codirección de Vallés y Baltasar Patiño.
- 2014 - El cuello de la jirafa. Creación, dirección, interpretación y textos.
- 2014 - Teatro invisible. Dirección y textos.
- 2016 - Antes de la metralla Forcejeos Humedades y Estrategias sobre Tácticas Teatrales, encuentro escénico. Participante.
- 2017 - Circo de pulgas. Creación, dirección e interpretación.
- 2017 - El fin de las cosas. Ojo externo.
- 2018 - Los limones, la nieve y todo lo demás. Creación e interpretación en colaboración con la bailarina y coreógrafa Mónica García.
- 2019 - DAIMON y la jodida lógica. Dirección, textos y coreografías.
- 2020 - El diablo en la playa., Dirección y textos. Primera parte de la Trilogía de la fragilidad.
- 2021 - Inloca. Dirección, texto y coreografía. Segunda parte de la Trilogía de la fragilidad.
- 2023 - FRÁXIL handle with care. Creación, dirección, texto, espacio escénico y coreografía. Tercera parte de la Trilogía de la fragilidad.

## Obra publicada
- 2008 - Illa Reunión, Edicións Laiovento ISBN 9788484871453
- 2017 - Cerrado por aburrimiento, Staying Alive, Teatro invisible, El cuello de la jirafa. Transcripción de las dramaturgias textuales de Ana Vallés y Matarile para estas cuatro piezas. Ediciones Invasoras ISBN 84-16-99306-8
- 2021 - El diablo en la playa. En coautoría con Celeste González y Claudia Faci García. Ediciones Invasoras ISBN 978-8416993925
- 2022 - Inloca, Centro Dramático Nacional ISBN 84-9041-438-6